# E.T. the Extra-Terrestrial
E.T. the Extra-Terrestrial (укр. Іншопланетянин), часто звана просто E.T. — відеогра 1982 року, випущена Atari для своєї ігрової приставки Atari 2600. Гра, розроблена Говардом Скоттом Воршоу, ґрунтується на однойменному фільмі «Іншопланетянин». Мета гри полягає в тому, щоб, провівши Іншопланетянина через ряд різних екранів, зібрати три частини міжпланетного телефону, за допомогою якого можливо встановити зв'язок з його рідною планетою.
Воршоу мав намір зробити інноваційну гру, сюжет якої відповідав би фільму, тоді як Atari хотіла досягти високих показників продажів, відштовхуючись від високої популярності фільму в усьому світі. Переговори щодо ліцензування випуску гри за фільмом завершилися до кінця липня 1982 року, залишивши таким чином 6 тижнів на розробку гри, яка повинна була вийти до початку різдвяного сезону 1982 року. В результаті вийшла гра, яка згадується як одна з найгірших за всю історію ігрової індустрії, що стала однією з найбільших фінансових втрат. Фінансові втрати і загальний ефект, справлений на Atari, є однією з причин, що викликали кризу індустрії комп'ютерних ігор 1983 року.
Гра часто називається причиною великих фінансових втрат Atari у 1983 і 1984 роках. Згідно з деякими відомостями, внаслідок надвиробництва і повернень, мільйони незатребуваних картриджів були захоронені в районі Аламоґордо. В ході розкопок захоронення було знайдено картриджі з грою.

## Ігровий процес
E.T. є комп'ютерною грою в жанрі квесту, в якій гравець керує Іншопланетянином на ігровому полі з виглядом зверху. Метою гри є знаходження трьох частин міжпланетного телефону. Вони знаходяться всередині випадково вибраних на початку гри ям (також званих колодязями). На екрані також представлена смуга енергії Іншопланетянина, яку він витрачає на будь-які дії (зокрема переміщення, телепортацію, падіння в ями, польоти з них тощо). Для поповнення енергії Іншопланетянин підбирає Reese's Pieces, зібравши дев'ять з яких він отримує можливість покликати Еліота, щоб підняти частину міжпланетного телефону. Коли зібрані всі три частини, гравець повинен скерувати Іншопланетянина в зону, з якої телефон здатний з'єднати його з рідною планетою. Після цього гравець повинен знайти космічний корабель за певний час. Коли Іншопланетянин опиниться в лісі, де його забув космічний корабель, з'явиться останній, що дозволить Іншопланетянину полетіти додому. Після цього гра починається спочатку з тим самим рівнем складності, але з іншим розташуванням частин телефону. Набрані в минулому раунді очки переносяться у новий. Гра закінчується при спустошенні смуги енергії.
Дія гри відбувається на шести рівнях, кожен з яких відображає сцену з фільму. Для досягнення мети гравець повинен раз за разом вести Іншопланетянина в «колодязі». Після того як в даному колодязі будуть зібрані всі предмети, гравець повинен вивести Іншопланетянина на основний екран, використовуючи левітацію. Значок вгорі екрану позначає тип поточної зони, кожна зона дозволяє проводити різні дії. Серед ворогів є вчений, який забирає Іншопланетянина на дослідження, і агенти ФБР, які переслідують Іншопланетянина з метою конфіскації частин телефону. Гра пропонує різні рівні складності, які впливають на швидкість переміщення людей у грі, а також змінюють умови, необхідні для досягнення мети.

## Розробка гри
Розробка почалася в липні 1982 року і завершилася в тому ж році. Загальна вартість розробки за оцінками склала US$125 млн. Бажаючи скористатися комерційним успіхом фільму, Стів Росс (CEO Warner Communications, головної компанії Atari) в червні 1982 року почав переговори зі Стівеном Спілбергом і Universal Studios про отримання ліцензії на право випуску комп'ютерної гри, заснованої на фільмі. В кінці липня Warner Communications сповістила про отримання ексклюзивних прав на світовий випуск гри, заснованої на фільмі, для аркадних автоматів і консолей. Незважаючи на те, що точні параметри контракту не були розголошені, пізніше стало відомо, що ціна ліцензії склала US$20-25 млн — велика сума за ліцензію для індустрії в ті часи. У відповідь на питання Росса про перспективи подібної гри CEO Atari Рей Кассар сказав: «По-моєму, це дурна затія. Ми досі не зробили жодної екшн-гри за фільмом». Також планувалася розробка аркадної гри, заснованої на «Іншопланетянині», проте її створення в настільки короткі терміни вважалося неможливим.
Після того, як всі формальності були пройдені, 27 липня 1982 року Кассар у телефонній розмові призначив Говарда Скотта Воршоу розробником даної гри. Кассар окремо відзначив вимогу Спілберга про те, що розробка повинна бути закінчена до 1 вересня, щоб потрапити у виробничий план до різдвяного сезону. Хоча Воршоу мав безперервний стаж у сфері розробки комп'ютерних ігор всього трохи більше року (шість місяців участі в проекті Yars' Revenge і сім — у проекті Raiders of the Lost Ark), він погодився на пропозицію, яка вимагала, за наполяганням Спілберга, створення гри в дуже стислі терміни. Сам Воршоу розглядав це як можливість створити інноваційну гру для Atari 2600, засновану на сюжеті фільму, який особисто йому сподобався. За повідомленнями, за виконання цих умов Кассар обіцяв виплатити US$200,000 і надати відпустку на Гаваях за системою «все включено». Через кілька днів Воршоу був направлений у відрядження в міжнародний аеропорт Сан-Хосе для особистої зустрічі зі Спілбергом.
Ці дні Уоршоу використовував для вироблення загальної концепції гри і виділення з неї чотирьох складових: ігрового світу, цілі гравця, шляху до мети і перешкод на цьому шляху. В його уявленнях сетингом гри був тривимірний куб, а також він планував використати частину сюжету фільму, де Іншопланетянин зв'язується з будинком, як мету гри. Також Воршоу прийшов до розуміння, що для досягнення мети Іншопланетянину потрібно зібрати частини міжпланетного телефону. За його уявленнями, перешкоди повинні були визначати успішність ігрового процесу, що створювало для нього труднощі, зважаючи на відведений час і технічні обмеження приставки. Надихнувшись фільмом, він вирішив використовувати, як ворогів, дорослих людей, які переслідують інопланетянина. Передбачаючи недостатню складність гри, він ввів обмеження за часом, за який гравець повинен досягти мети. Ями були введені як елементи, що приховують частини телефону, а також для розширення ігрового світу.
Ці напрацювання, представлені Спілбергу вищим керівництвом Atari і самим Воршоу, не викликали захвату. Замість цього Спілберг запропонував їм зробити гру на зразок Pac-Man від Namco. Воршоу, бувши впевненим у суттєвих відмінностях своєї гри від типового дизайну ігор того часу, продовжив свою розробку, в якій він намагався втілити ту сентиментальність, яку він відчув при перегляді фільму. Однак, через роки Воршоу зауважував, що ідея Спілберга була вартою уваги. Решту часу він присвятив програмуванню гри. Atari прогнозувала величезні продажі гри, ґрунтуючись на великому успіху фільму і загальній стабільності індустрії комп'ютерних ігор, що спостерігалася в 1982 році. Зважаючи на обмеженість у часі, Atari вирішила відмовитися від перевірки гри на фокус-групах. Як пізніше розповідав Імэн'юал Джерард, помічник CEO Warner в той час, від успіху попередніх ігор компанія впала в помилкове відчуття безпеки, особливо завдяки порту на Atari 2600 аркадної гри Pac-Man, який, незважаючи на хвилю обурення, був все ж фінансово успішним.

## Реакція
Очікування гри були так великі, що в 1982 році E.T. the Extra-Terrestrial була популярним різдвяним подарунком. Ще до виходу гри Newsweek назвав купівлю Atari прав на інтелектуальну власність «великим переворотом». На початку грудня 1982 року The New York Times повідомив, що ігри, засновані на успішних фільмах, маючи на увазі E.T., можуть стати «надзвичайно дохідним джерелом» для розробників комп'ютерних ігор. Спочатку продавці замовили в Atari більше примірників гри, ніж передбачалося, але пізніше стали скасовувати все більше замовлень по мірі того, як нові гравці стали виходити на ринок. Це стало несподіванкою для Atari. Джон Хабнер і Вільям Кістнер з InfoWorld пов'язували скасування із змінами, внесеними Atari у відносини зі своїми дистриб'юторами. 1 листопада 1982 року Atari повідомила їх, що розриває в односторонньому порядку всі раніше укладені договори і далі буде співпрацювати безпосередньо лише з окремими дистриб'юторами. На думку Хабнера і Кістнера, Atari таким чином хотіла позбутися замовлень, за якими не могла достеменно простежити.
Перший час продажі E.T. супроводжував комерційний успіх. З грудня 1982 року по січень 1983 гра входила в четвірку перших ігор списку 15 найкращих відеоігор" за версією журналу Billboard. За цей період продажі склали 1,5 мільйонів примірників, що робить E.T. однією з найбільш продаваних ігор для Atari 2600. Проте від 2,5 до 3,5 мільйонів картриджів залишилися незатребуваними. Як відзначали Хабнер і Кістнер, ця кількість, незважаючи на загальний успіх продажів, здатна призвести до переповнення складів. До того ж, хоч гра і стала бестселером різдвяного сезону, її продажі не відповідали очікуванням продавців. Також і Warner Communications висловлювала невдоволення результатами продажів. Не підтверджені очікування продажів і переповнені склади призвели до несприятливого балансу попиту і пропозиції, що виразилося в неодноразовому зниження ціни. Ел Нілсен, один із колишніх працівників JCPenney, зауважив, що його примірник гри був уцінений п'ять разів, внаслідок чого ціна впала з US$49.95 до менш ніж US$1. Згідно з даними Рея Кассара, компанії було повернуто близько 3,5 з 4 мільйонів картриджів у вигляді незатребуваної продукції або повернень від користувачів. Незважаючи на кількість продажів, сумарна кількість нерозпроданих супутних матеріалів, дорожнеча ліцензії і велика кількість повернень зробили E.T. головним фінансовим провалом Atari. За повідомленням журналу Next Generation, Atari заробила на грі US$25 млн, тоді як чистий збиток склав US$100 мільйонів через надвиробництво і повернення. Станом на 2004 рік дані картриджі як і раніше були широко доступні в роздрібному продажі в США і оцінювалися вельми недорого.

### Критика
У цілому фільм «Іншопланетянин» отримав більш ніж позитивні відгуки, тоді як гра була зустрінута досить холодно з основними претензіями до сюжету, геймплею і графіки. Ніколас Піледжі з New York Magazine описував гру як невдалу в порівнянні з іншими іграми, які б могла випустити Atari, наприклад, Donkey Kong і Frogger. Кевін Бовен з видання Classic Gaming від GameSpy характеризував геймплей як «заплутаний і божевільний», а також критикував сюжет за відхилення від серйозного тону, показаного у фільмі. Письменник Стівен Кент згадував про гру як про «сумно відому» в індустрії, критикуючи «примітивну» графіку, «занудний» геймплей і «зневірливий» сюжет. Редактор The Miami Herald писав, що вважає гру складною в освоєнні, але вартою витраченого часу.
Критика відзначала одноманітний геймплей, який зводиться до постійного падіння в ями. Емру Тавнсенд з PC World, обговоривши гру в колективі, прийшов до того, що механіка падіння в ями в E.T. нікому не сподобалася через свою «монотонність». Письменник Шон Рейлі також критикував ями, вважаючи, що вони «забирають багато часу» і що «з них складно вибратися, не провалившись знову». Трент Ворд, колишній автор у журналі Next Generation, згадував, що в молодості він негайно вирішив повернути гру з відшкодуванням, лише тільки наткнувшись на цей геймплей. Рецензент з Classic Gaming, однак, заявляв, незважаючи на негативну реакцію, що гра все ж може приносити задоволення, якщо користувач зуміє розібратися як управлятися з ямами.
У матеріалах, опублікованих через десятиліття після виходу гри, E.T. повсюдно знищується критиками і часто входить в списки найгірших ігор за всю історію. У 150-му номері Electronic Gaming Monthly Рейлі помістив її на перше місце списку найгірших ігор коли-небудь виданих. Майкл Долан, заступник редактора журналу FHM, також вніс E.T. в основу свого списку найгірших ігор всіх часів. Тавнсенд теж помістив E.T. на перше місце серед найгірших ігор, зауваживши, що «третина з усіх опитаних, не роздумуючи, назвала цю гру — і цілком зрозуміло чому». GameTrailers помістили E.T. на друге місце серед найгірших у свою «Десятку найкращих і найгірших ігор всіх часів». Британська щоденна газета The Guardian в жовтні 2015 року помістила E.T. в список «30 найгірших ігор всіх часів».
Часто критики пов'язують погану якість гри зі стислими термінами, відведеними на розробку. Тавнсенд писав, що сліди поспішної розробки добре помітні в грі. Внесок у гру самого Воршоу, отримав змішані оцінки. Якщо Classic Gaming назвали гру погано продуманою, то Леві Б'юкенан з IGN зауважував, що «нестерпно щільний графік» дає право звільнити Воршоу від більшості звинувачень. Сам Воршоу не жалкує щодо своєї участі в розробці E.T. і вважає, що за наданий час він зробив непогану гру.

## Вплив і спадок
E.T. стала однією з перших ігор, заснованих на фільмі. GamePro, GameTrailers і Бовен згадують E.T. як першу невдалу комп'ютерну гру, випущену як супутний товар до фільму. Патрік О'Лоунай з SCi Games назвав гру «найруйнівнішою історією» як саму по собі, так і у всій індустрії. Описуючи E.T. як «гру, яка змінила світ», GamePro сказала, що вона задала знижені стандарти якості для ігор, заснованих на фільмах. Далі вони зауважили, що інші видавці перейняли подібний досвід виробництва і просування ліцензованих ігор, які ґрунтуються на фільмах. У цій публікації гра поставлена на друге місце серед «найгірших ігор, заснованих на фільмах», і наводиться як приклад того, як погана гра здатна призвести до поганої реакції на успішну ліцензію.
Історія навколо гри і історія з захороненням в Аламоґордо лягли в основу художнього незалежного фільму «Сердитий відеоігровий задрот: Кіно». У цьому фільмі Нерд, зіграний Джеймсом Рольфом, намагається розібратися у правдивості легенди про захоронення. Одночасно Нерд повинен проникнути в «Зону 51», щоб врятувати іншопланетянина.

### Вплив на індустрію
Гра E.T. часто згадується як одна з найважливіших в історії індустрії. Ерл Пейдж з журналу Billboard писав, що зважаючи на велику кількість незатребуваних картриджів з E.T. і посилення конкуренції багато продавців вимагають проведення офіційних програм повернення виробниками ігор. Також гра розглядається як одна з основних причин краху індустрії комп'ютерних ігор 1983 року. До кінця 1982 року Atari почала втрачати своє домінантне становище, оскільки на ринку з'явилося багато конкурентів. Погана реакція критиків і відсутність підтримувальної маркетингової кампанії призвели до того, що багато хто вважає цю гру причиною того, що в 1983 Atari відзвітувала про збитки в розмірі US$536 млн, що привело компанію до поділу та продажу в 1984 році. Видання Classic Gaming від GameSpy назвало E.T. найбільшою помилкою та найбільшою фінансової втратою індустрії. Рейлі зазначив, що погана якість гри призвела до закінчення життєвого циклу Atari 2600. Випуск E.T., яка зібрала масу негативних відгуків після холодно зустрінутого порту Pac-Man на Atari 2600, на думку Кента, завдав удару як по репутації Atari, так і по її рентабельності. Автори Нік Монтфорт і Ян Богост в тому ж ключі синхронно відзначили великий негативний удар, завданий репутації компанії обома іграми, а також реакцією в індустрії. Б'юкенан відзначив гру як один з факторів, що призвели до краху Atari і індустрії в цілому. На його думку, величезні кількості незатребуваної продукції стали фінансовим тягарем для Atari, що загнало компанію в борги.
7 грудня 1982 року Кассар оголосив, що компанія знижує оцінку зростання прибутку з 50 % до 15 % відносно 1981 року. Негайно після цього ціна акцій Warner Communications впала приблизно на третину — з US$54 до US$35 — тобто падіння ринкової оцінки компанії склало US$1,3 млрд. При цьому Кассар продав свої 5000 акцій Warner за пів-години до оголошення. Це було кваліфіковано як інсайдерська торгівля і стало предметом розслідування Комісії з цінних паперів і бірж США. Atari намагалася врятувати своє становище ліцензуванням популярних аркадних ігор для своїх приставок. Однак, ці ігри не принесли добробуту компанії, тільки погіршивши ситуацію з боргами. За 1983 рік компанія скоротила 30 % своїх працівників і втратила US$536 млн. Інші компанії — Activision, Bally Manufacturing і Mattel — зазнали подібних труднощів у міру розвитку кризи індустрії.

### Захоронення ігор Atari

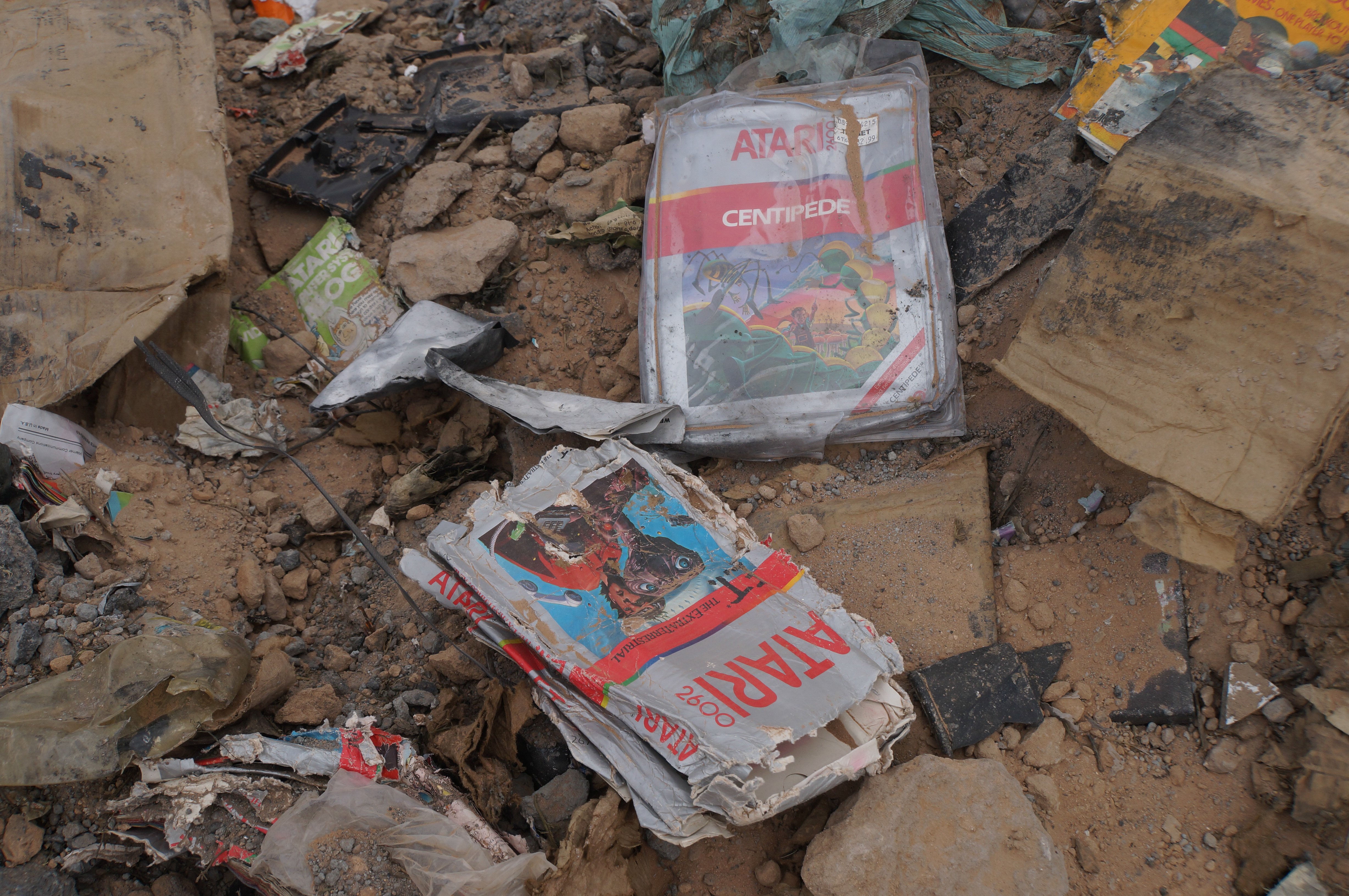
Ігри E.T. і Centipede, знайдені під час розкопок в Аламоґордо

У вересні 1983 року видання Alamogordo Daily News повідомило про те, що від десяти до двадцяти вантажівок з напівпричепами, завантаженими коробками, іграми і приставками зі складу Atari в Ель-Пасо, прибули на міське звалище Аламоґордо, де весь вантаж було пущено на злам і згодом захоронено. Це було перше використання даного звалища Atari, обраного тому, що на ньому заборонене прибирання сміття, а злам і захоронення сміття відбувалися в нічний час. Офіційні особи Atari давали різну інформацію щодо того, що було захоронено. Однак була інформація, за якою основною масою стали незатребувані картриджі E.T., пущені на злам і захоронені у бетонній плиті. Історія з захороненням картриджів сприймається деким як міська легенда зі своїми скептиками (серед яких і Воршоу), які відкидають офіційні заяви.
28 травня 2013 року Міська Комісія Аламогордо надала Fuel Industries, канадській розважальній компанії з Оттави, дозвіл на проведення шестимісячних розкопок на міському звалищі з метою документального підтвердження або спростування легенди, а також дослідження території поховання. В ході розкопок дійсно були знайдені картриджі з грою E.T. the Extra-Terrestrial.

### Поліпшення гри
У лютому 2013 року невеликий приватний сайт Neocomputer.org, який не має стосунку до Atari, опублікував кілька неофіційних патчів до гри. Сайт докладно зупиняється на давно піднятих проблемах гри, наводить докладний опис помилок і дає поради щодо їх усунення. Згідно Neocomputer, сумнозвісна проблема «падіння в яму» пов'язана з занадто точним методом визначення зіткнення пікселів. Якщо будь-яка частина спрайту E.T. поміщається над ямою, відбувається падіння персонажа в неї. Також сайт розповідає про численні проблеми, вирішення яких за допомогою перепрограмування дозволяє «налаштувати» особливості вигляду, складності та інших програмних помилок.